# ФК «Сокол» Саратов в сезоне 1999
Сезон 1999 года стал для ФК «Сокол» восьмым в его истории выступлений в чемпионате России по футболу.

## Команда 1999

### Состав команды
- Список игроков, основного состава футбольного клуба «Сокол» Саратов в сезоне 1999 года[1][2].

| №             | Игрок              | Гражданство             | Дата рождения    | Игры (Ч) | Голы (Ч) | Игры (К) | Голы (К) |
| Вратари       | Вратари            | Вратари                 | Вратари          | Вратари  | Вратари  | Вратари  | Вратари  |
| ------------- | ------------------ | ----------------------- | ---------------- | -------- | -------- | -------- | -------- |
|               | Вячеслав Звягин    | Флаг России             | 19 февраля 1971  | 30       | -30      | 1        | -1       |
|               | Марюс Пошкус       | Флаг Литвы              | 7 июля 1970      | 6        | -7       | 1        | —        |
|               | Дмитрий Тяпушкин   | Флаг России             | 6 ноября 1964    | 7        | -2       | —        | —        |
| Защитники     |                    |                         |                  |          |          |          |          |
|               | Дмитрий Лагутин    | Флаг России             | 19 июля 1971     | 25       | 2        | —        | —        |
|               | Дмитрий Бугаков    | Флаг России             | 19 июня 1979     | 15       | —        | 1        | —        |
|               | Олег Мусин         | Флаг Казахстана         | 12 января 1975   | 16       | —        | 1        | —        |
|               | Валерий Бурлаченко | Флаг России             | 5 июля 1970      | 27       | —        | 1        | —        |
|               | Звиад Джеладзе     | Флаг Грузии (1990—2004) | 16 декабря 1973  | 26       | —        | 1        | —        |
|               | Валерий Жабко      | Флаг России             | 18 августа 1967  | 18       | —        | —        | —        |
|               | Сергей Иванов      | Флаг России             | 27 января 1970   | 11       | —        | 2        | —        |
|               | Василий Мазур      | Флаг Украины            | 23 мая 1970      | 2        | —        | 1        | —        |
|               | Андрей Анненков    | Флаг Украины            | 21 января 1969   | 18       | —        | 1        | —        |
| Полузащитники |                    |                         |                  |          |          |          |          |
|               | Андрей Данилов     | Флаг России             | 2 января 1974    | 17       | 3        | 1        | —        |
|               | Леонид Маркевич    | Флаг России             | 15 августа 1973  | 39       | 8        | 1        | 1        |
|               | Олег Бакурский     | Флаг России             | 30 мая 1975      | 2        | —        | —        | —        |
|               | Юрий Грицына       | Флаг Украины            | 15 июня 1971     | 29       | 3        | 1        | 1        |
|               | Гизо Джеладзе      | Флаг Грузии (1990—2004) | 17 мая 1975      | 17       | 2        | 1        | —        |
|               | Владимир Заярный   | Флаг Украины            | 25 ноября 1970   | 6        | —        | 1        | —        |
|               | Владислав Зубков   | Флаг Украины            | 8 апреля 1971    | 12       | 1        | 1        | —        |
|               | Борис Карасёв      | Флаг Беларуси           | 14 ноября 1973   | 16       | 3        | —        | —        |
|               | Андрей Коновалов   | Флаг России             | 13 сентября 1974 | 6        | —        | 1        | —        |
|               | Владимир Скоков    | Флаг России             | 11 июня 1972     | 41       | 6        | 1        | 1        |
|               | Олег Стогов        | Флаг России             | 15 апреля 1965   | 26       | 5        | 1        | —        |
|               | Сергей Тимофеев    | Флаг Казахстана         | 5 марта 1965     | 20       | —        | —        | —        |
|               | Владимир Шелег     | Флаг Беларуси           | 8 апреля 1973    | 40       | 5        | 1        | —        |
| Нападающие    |                    |                         |                  |          |          |          |          |
|               | Михаил Джишкариани | Флаг Грузии (1990—2004) | 1 ноября 1969    | 32       | 20       | 2        | 2        |
|               | Магомед Адиев      | Флаг России             | 30 июня 1977     | 15       | 2        | 1        | —        |
|               | Виталий Ермилов    | Флаг России             | 8 июня 1970      | 18       | 2        | 2        | 1        |
|               | Алексей Куценко    | Флаг России             | 26 декабря 1972  | 13       | 3        | 1        | 2        |
|               | Владимир Лебедь    | Флаг России             | 17 августа 1973  | 32       | 9        | 2        | 1        |

## Первый дивизион ПФЛ 1999
Основная статья: Первый дивизион ПФЛ 1999

### Результаты матчей
| 1 апреля 1999 1-й тур | Спартак-Орехово | 0:1 (0:0) | Сокол       | Саратов                                                                       |
| |                 | [ 3 ]     | 75′ Куценко | Стадион: «Локомотив» (+8 °) Зрителей: 15 000 Судья: Андрей Грехов (Ульяновск) |
| Спартак-Орехово: Тынянов, Тополев (Симонов, 61), Игнашевич, Логинов, Марков, Сухов, Решетов, Сальников, Сторчак (Малышенков, 63), Сидоров (Руданов, 58), Кочерга Сокол: Тяпушкин, Стогов, Жабко, Лагутин, Бурлаченко, Тимофеев, Маркевич (Заярный, 70), Лебедь, Шелег, Скоков (Бакурский, 54), Джишкариани (Куценко, 63) |                 |           |             |                                                                               |

| 4 апреля 1999 2-й тур | Арсенал Тула  | 1:1 (1:1) | Сокол      | Тула                                                                                  |
| | Коваленко 16′ | [ 4 ]     | 27′ Стогов | Стадион: Центральный стадион (+4 °) Зрителей: 15 000 Судья: Александр Костин (Москва) |
| Арсенал Тула: Комзиков, Буров, Мазур, Коваленко, Морочко, Копылов, Балашов (Семёнов, 46), Призетко, Климов, Даниэл, Андрадина Сокол: Тяпушкин, Стогов (Заярный, 83), Жабко (Грицына, 72), Лагутин, Бурлаченко, Тимофеев, Куценко, Маркевич, Шелег, Скоков (Мухин, 87), Анненков |               |           |            |                                                                                       |

| 11 апреля 1999 3-й тур | Сокол                      | 2:0 (0:0) | Спартак Нальчик | Саратов                                                                     |
| | Джишкариани 60′ (пен.) 85′ | [ 5 ]     |                 | Стадион: «Локомотив» (+12 °) Зрителей: 15 000 Судья: Сергей Пуеров (Курган) |
| Сокол: Тяпушкин, Стогов (Заярный, 56), Жабко (Грицына, 46), Лагутин, Бурлаченко, Тимофеев, Куценко (Джишкариани, 46), Маркевич, Шелег, Скоков, Анненков Спартак Нальчик: Кращенко (Панченко, 40), Шипшев (Наршауов, 67), Баско, Искаков, Григорян, Алчагиров, Битаров, Карапетян (Деменко, 52), Романов, Боциев, Сепашвили |                            |           |                 |                                                                             |

| 14 апреля 1999 4-й тур | Сокол      | 1:0 (1:0) | Динамо Ст | Саратов                                                                           |
| | Скоков 45′ | [ 6 ]     |           | Стадион: «Локомотив» (+15 °) Зрителей: 15 000 Судья: Алексей Тюмин (Новочеркасск) |
| Сокол: Тяпушкин, Стогов (Заярный, 46), Анненков, Лагутин, Бурлаченко, Тимофеев, Грицына (Коновалов, 90), Маркевич, Шелег, Скоков, Джишкариани (Куценко, 58) Динамо Ст: Стрикалов, Муликов, Тулинцев, Дубинский, Тернавский (Студнев, 70), Третьяков, Трухлов (Чижиков, 55), Рябов, Цацкин, Гагиев (Горохов, 68), Павлюченко |            |           |           |                                                                                   |

| 21 апреля 1999 5-й тур | Газовик-Газпром | 1:0 (1:0) | Сокол | Ижевск                                                                                                   |
| | Курилов 39′     | [ 7 ]     |       | Стадион: Республиканский стадион «Газовик-Газпром» (+5 °) Зрителей: 8000 Судья: Сергей Сафронов (Москва) |
| Газовик-Газпром: Степанов, Евсеев, Федотов, Емельянов, Холмогоров, Дубровских, Курилов, Кобозев, Гетиков (Юминов, 89), Кожевников (Амиров, 84), Топоров (Иванов, 61) Сокол: Тяпушкин, Стогов, Анненков, Лагутин, Бурлаченко, Тимофеев, Грицына (Мусин, 62), Маркевич (Лебедь, 46), Шелег, Скоков, Джишкариани (Ермилов, 64) |                 |           |       | |

| 24 апреля 1999 6-й тур | Амкар | 0:1 (0:1) | Сокол      | Пермь                                                                            |
| |       | [ 8 ]     | 17′ Лебедь | Стадион: «Звезда» (+16 °) Зрителей: 18 500 Судья: Александр Евстигнеев (Королёв) |
| Амкар: Гейцман, Красулин (Доний, 63), Геращенко, Попов, Матвеев, Козлов (Ярков, 67), Яковенко, Фоменко, Парамонов, Зырянов (Чебанов, 86), Шпитальный Сокол: Тяпушкин, Стогов (Бакурский, 87), Анненков, Лагутин, Бурлаченко, Тимофеев, Мусин (Жабко, 84), Лебедь, Шелег, Скоков, Маркевич |       |           |            |                                                                                  |

| 1 мая 1999 7-й тур | Сокол        | 1:0 (0:0) | Рубин | Саратов                                                                        |
| | Маркевич 81′ | [ 9 ]     |       | Стадион: «Локомотив» (+14 °) Зрителей: 14 000 Судья: Вячеслав Сорокин (Москва) |
| Сокол: Тяпушкин (Звягин, 89), Стогов, Анненков (Жабко, 81), Лагутин, Бурлаченко, Тимофеев, Мусин, Лебедь (Джишкариани, 57), Шелег, Скоков, Маркевич Рубин: Окрошидзе, Хузин, С.Харламов, Булатов, Сенников, Дьячков, Филиппов (Бобров, 85), Дмитриев (Наумов, 58), Байрашев (Князев, 46), Ахметгалиев, Нечаев |              |           |       |                                                                                |

| 4 мая 1999 8-й тур | Сокол                          | 2:0 (0:0) | Торпедо-Виктория | Саратов                                                               |
| | Маркевич 78′ · Джишкариани 88′ | [ 10 ]    |                  | Стадион: «Локомотив» Зрителей: 12 000 Судья: Сергей Мартынов (Москва) |
| Сокол: Звягин, Жабко, Мусин, Бурлаченко, Шелег, Коновалов, З. Джеладзе, Анненков, Скоков, Стогов (70 Ермилов), Маркевич, Лебедь (55' Джишкариани) Торпедо-Виктория: Корнеичев, Яковлев, Стренадко, Рыжов, Салехов, Чупахин, Киреев (85' Кирпичников), Полетаев, Редькин (86' Хазов), Прошин, Зенин, Корнев |                                |           |                  |                                                                       |

| 11 мая 1999 9-й тур | Торпедо-ЗИЛ     | 1:0 (0:0) | Сокол | Москва |
| | Веселовский 53′ | [ 11 ]    |       | Стадион: «Стадион «Торпедо» имени Эдуарда Стрельцова» (+5 °, пасмурно) Зрителей: 6000 Судья: Сергей Талагаев (Мытищи) |
| Торпедо-ЗИЛ: Помазун, Горлукович, Синев, Агаев, Осколков, Мороз, Туренко (Агеев, 85), Веселовский, Егунов (Коровушкин, 31), Смирнов, Сергеев (Подпалый, 85) Сокол: Звягин, Стогов, Анненков (З. Джеладзе, 17), Лагутин (Джишкариани, 46), Бурлаченко, Тимофеев, Мусин, Лебедь (Ермилов, 77), Шелег, Скоков, Маркевич |                 |           |       | |

| 14 мая 1999 10-й тур | Кристалл    | 1:2 (1:2) | Сокол                     | Смоленск                                                                                  |
| | ПОВОРОВ 34′ | [ 12 ]    | 29′ Маркевич · 36′ Лебедь | Стадион: «Спартак» (+11 °, облачно) Зрителей: 10 000 Судья: Юрий Устинов (Павлово-на-Оке) |
| Кристалл: Мартешкин, Поворов, Порохненко, Путилин (к), Александров, Тройнин, Нежелев, Гудков, Шушляков, Путря (Клестов, 79), Федосов (Контиев, 51) Сокол: Звягин, Стогов (Джишкариани, 58), Анненков, Джеладзе, Бурлаченко, Тимофеев, Мусин (Жабко, 68), Лебедь(к) (Ермилов, 87), Шелег, Скоков, Маркевич |             |           |                           |                                                                                           |

| 21 мая 1999 11-й тур | Сокол                                        | 4:3 (1:1) | Лада-Симбирск                                 | Саратов                                                                            |
| | Джишкариани 10′ 75′ 77′ (пен.) · Куценко 87′ | [ 13 ]    | 34′ Данилов · 62′ Смекаев · 89′ (пен.) Чернов | Стадион: «Локомотив» (+14 °) Зрителей: 11 000 Судья: Сергей Мостовой (Новосибирск) |
| Сокол: Звягин, Стогов (Лебедь, 69), Анненков (Куценко, 55), Джеладзе, Бурлаченко, Тимофеев, Коновалов (Грицына, 46), Маркевич, Шелег, Скоков, Джишкариани Лада-Симбирск: Михайлов, Акимов, Фещенко, Пискунов, Гатилов, Кузнецов, Плетнев, Котылев, Чернов, Данилов, Смекаев |                                              |           |                                               |                                                                                    |

| 31 мая 1999 13-й тур | Сокол     | 1:0 (0:0) | Факел | Саратов                                                                                |
| | Шелег 90′ | [ 14 ]    |       | Стадион: «Локомотив» (+24 °) Зрителей: 15 200 Судья: Сергей Кузнецов (Санкт-Петербург) |
| Сокол: Звягин, Стогов, Иванов, Куценко (Грицына, 58), Бурлаченко, Тимофеев, Маркевич, Лебедь (Ермилов, 60), Шелег, Скоков, Джишкариани Факел: Шишкин, Булатов, Бескровный, Щеголев, Кудряшов, Касторный, Дегтярев, Матвиенко (Жеваченко,63), Растегаев (Васильев, 70), Семин (Неучев, 80), Степин |           |           |       |                                                                                        |

| 3 июня 1999 14-й тур | Сокол                  | 2:1 (1:0) | Металлург Лп  | Саратов                                                                   |
| | Лебедь 1′ · Стогов 67′ | [ 15 ]    | 48′ Яблонский | Стадион: «Локомотив» (+23 °) Зрителей: 13 000 Судья: Юрий Аникин (Москва) |
| Сокол: Звягин, Стогов, Иванов, Грицына, Бурлаченко, Тимофеев, Маркевич (Заярный, 42), Лебедь (Куценко, 53), Шелег, Скоков, Джишкариани (Ермилов, 59) Металлург Лп: Мананников, Чумаченко (Захаренко, 46), Быстров, Куксов, Яблонский, Мязин, Машнин, Романов, Бабенко, Шубин (Зенченков, 76), Вековищев |                        |           |               |                                                                           |

| 11 июня 1999 15-й тур | Балтика                         | 2:0 (1:0) | Сокол | Калининград                                                                        |
| | ДЕМЕНТЬЕВ 20′ · Б.АДЖИНДЖАЛ 62′ | [ 16 ]    |       | Стадион: «Балтика» (+24 °, дождь) Зрителей: 20 000 Судья: Виктор Япрынцев (Самара) |
| Балтика: Саная (к), Силин, Джяукштас, Горбачев, Дементьев, Бавыкин, Красавин, Р.Аджинджал (Никитин, 60) (Седнев, 88), Б.Аджинджал, Шацких, Федьков (Гурбанов,64) Сокол: Звягин, Иванов, Анненков, Жабко (Куценко, 46), Бурлаченко, Тимофеев, Маркевич, Лебедь (к) (Грицына,78), Шелег, Скоков, Джишкариани (Мусин, 46) |                                 |           |       |                                                                                    |

| 14 июня 1999 16-й тур | Локомотив СПб | 1:2 (0:1) | Сокол                      | Санкт-Петербург                                                                           |
| | Восканян 58′  | [ 17 ]    | 40′ Маркевич · 76′ Ермилов | Стадион: «Стадион имени Кирова» (+28 °) Зрителей: 2500 Судья: Александр Колобаев (Москва) |
| Локомотив СПб: Бирюков, Киселев, Матвеев, Федоров, Левковский, Васильев, Тихомиров, Зезин (Класс, 68), В. Иванов, Восканян, Селенков (Минасян, 62) Сокол: Звягин, Стогов (Ермилов, 59), Анненков, С. Иванов, Шелег, Тимофеев, Джеладзе, Лебедь, Маркевич (Куценко, 86), Скоков, Грицына (Коновалов, 74) |               |           |                            |                                                                                           |

| 21 июня 1999 17-й тур | Сокол                                    | 3:0 (0:0) | Локомотив Чита | Саратов                                                                          |
| | Куценко 57′ · Джишкариани 78′ (пен.) 90′ | [ 18 ]    |                | Стадион: «Локомотив» (+28 °) Зрителей: 14 000 Судья: Михаил Веселовский (Москва) |
| Сокол: Звягин, Стогов (Жабко, 9. Ермилов, 46), Анненков, Иванов, Джеладзе, Грицына, Куценко, Лебедь (Джишкариани, 58), Шелег, Скоков, Маркевич Локомотив Чита: Дьяконов, Гармашов (Поляков, 68), Осипов, Попов, Бодялов, Бурдинский, Крейсман, Евглевский, Макиенко, Галимов, Алхимов |                                          |           |                |                                                                                  |

| 24 июня 1999 18-й тур | Сокол | 0:0    | Металлург Кр | Саратов                                                                              |
| |       | [ 19 ] |              | Стадион: «Локомотив» (+23 °) Зрителей: 12 500 Судья: Юрий Ключников (Ростов-на-Дону) |
| Сокол: Звягин, Заярный (Бугаков, 53), Анненков, Иванов, Джеладзе, Грицына, Куценко, Лебедь (Джишкариани, 46), Шелег, Скоков, Маркевич (Ермилов, 53) Металлург Кр: Шпаков, Куга, Проценко, Банщиков, Алферов, Кошелюк, Богданов, Новик, Белохонов, Служителев, Симонов (Макаров, 87) |       |        |              |                                                                                      |

| 2 июля 1999 19-й тур | Тюмень                      | 2:0 (0:0) | Сокол | Тюмень                                                                   |
| | Афонин 65′ · Федоренков 88′ | [ 20 ]    |       | Стадион: «Тюмень» (+27 °) Зрителей: 2000 Судья: Сергей Талагаев (Мытищи) |
| Тюмень: Валеев, Гунько, Маслов, Скобляков (Федоренков, 46), Лебедев, Баранов, Макеев, Фишман, Чекалин, Шерстнев (Гершун, 89), Афонин (Размазин, 78) Сокол: Звягин, Зубков, Бугаков (Грицына, 46), Иванов, Джеладзе (Анненков, 46), Тимофеев, Маркевич, Лебедь, Шелег, Скоков, Джишкариани (Куценко,57) |                             |           |       |                                                                          |

| 5 июля 1999 20-й тур | Томь          | 2:1 (1:0) | Сокол      | Томск                                                                  |
| | Агеев 11′ 69′ | [ 21 ]    | 75′ Зубков | Стадион: «Труд» (+27 °) Зрителей: 12 000 Судья: Виктор Пышкин (Москва) |
| Томь: Суровцев, Ахиджак, Ирзаев, Перминов (Михеев, 82), В.Коновалов, Степанов (Гришин, 57), Жуков, Янотовский (Баженов, 57), Долгов, Агеев, Себелев Сокол: Звягин, Зубков (Тимофеев, 78), Анненков, Жабко, З. Джеладзе, Бугаков (А.Коновалов, 53), Куценко (Джишкариани, 63), Лебедь, Шелег, Скоков, Маркевич |               |           |            |                                                                        |

| 12 июля 1999 21-й тур | Сокол                  | 2:2 (1:0) | Анжи                      | Саратов                                                                                                  |
| | КОКОВ 27′ · Лебедь 68′ | [ 22 ]    | 74′ СИРХАЕВ · 86′ БУДУНОв | Стадион: «Локомотив» (+24 °, переменная облачность) Зрителей: 12 000 Судья: Александр Чеботарёв (Москва) |
| Сокол: Звягин, Стогов, Анненков, З. Джеладзе, Тимофеев (Жабко, 54), Шелег, Коновалов (Г. Джеладзе, 47), Лебедь (к), Маркевич, Скоков (Грицына, 73), Джишкариани Анжи: Армишев, Дмитриев, Варламов, Рахимич, Яскович, Гордеев, Агаларов, Сирхаев, Будунов, Лихобабенко (Акаев, 72), Переменин (Асадов,28) (Баматов, 56) |                        |           |                           | |

| 15 июля 1999 22-й тур | Сокол                            | 3:0 (3:0) | Волгарь-Газпром | Саратов                                                                        |
| | Скоков 11′ · Джишкариани 19′ 42′ | [ 23 ]    |                 | Стадион: «Локомотив» (+24 °) Зрителей: 11 500 Судья: Николай Фёдоров (Воронеж) |
| Сокол: Звягин, Стогов (Ермилов, 65), Анненков (Бугаков, 51), Жабко, З. Джеладзе, Шелег, Г. Джеладзе, Лебедь, Маркевич, Скоков, Джишкариани (Адиев, 52) Волгарь-Газпром: Гузь, Степанов, Шульга, Кривоконь, Матюхин, Лачугин (Ефремов, 53), Теблоев (Ашурбеков, 78), Пруидзе, Ковалев, Иванов, Бабаян (Кротов, 74) |                                  |           |                 |                                                                                |

| 29 июля 1999 23-й тур | Спартак Нальчик           | 2:1 (1:0) | Сокол      | Нальчик                                                                                            |
| | Тлехугов 42′ · Сикоев 87′ | [ 24 ]    | 70′ Лебедь | Стадион: Республиканский стадион «Спартак» (+32 °) Зрителей: 5000 Судья: Вячеслав Сорокин (Москва) |
| Спартак Нальчик: Каримов, Шипшев (Наршауов, 71), Искаков, Кудаев, Баско, Алчагиров, Тлехугов (Сикоев, 46), Томашевский, Романов (Карапетян, 71), Даурбеков, Сепашвили Сокол: Звягин, Г. Джеладзе (Зубков, 46), Иванов (Жабко, 46), Лагутин, З. Джеладзе, Шелег, Адиев, Лебедь, Маркевич (Ермилов, 46), Скоков, Бугаков |                           |           |            | |

| 1 августа 1999 24-й тур | Динамо Ст | 0:2 (0:1) | Сокол                      | Ставрополь                                                          |
| |           | [ 25 ]    | 36′ Грицына · 83′ Маркевич | Стадион: «Динамо» (+27 °) Зрителей: 5000 Судья: Виктор Гешко (Омск) |
| Динамо Ст: Стрикалов, Дубинский (Муликов, 53), Тулинцев, Нечай, Студнев, Волков, Цацкин, Боциев, Битаров, Гагиев (Алидибиров, 37), Павлюченко (Сурнев, 58) Сокол: Звягин, Зубков, З. Джеладзе, Лагутин, Бурлаченко (Карасёв, 69), Грицына (Жабко, 75), Адиев (Маркевич, 46), Лебедь, Шелег, Скоков, Джишкариани |           |           |                            |                                                                     |

| 8 августа 1999 25-й тур | Сокол | 0:1 (0:1) | Газовик-Газпром | Саратов                                                                              |
| |       | [ 26 ]    | 38′ Топоров     | Стадион: «Локомотив» (+23 °) Зрителей: 13 500 Судья: Владимир Евтушенко (Красноярск) |
| Сокол: Звягин, Зубков (Адиев, 31), З. Джеладзе, Жабко (С. Иванов, 27), Мусин, Грицына (Г. Джеладзе, 53), Мазур, Лебедь, Маркевич, Данилов, Джишкариани Газовик-Газпром: Степанов, Евсеев (Юминов, 43), Федотов, Емельянов, Гетиков, Дубровских, Курилов, Кобозев (Боровик, 65), Максимчук, Амиров, Топоров (А. Иванов, 76) |       |           |                 |                                                                                      |

| 11 августа 1999 26-й тур | Сокол                  | 1:3 (1:0) | Амкар                        | Саратов                                                                                    |
| | Джишкариани 24′ (пен.) | [ 27 ]    | 62′ 86′ ЗЫРЯНОВ · 80′ КОЗЛОВ | Стадион: «Локомотив» (+24 °, ясно) Зрителей: 11 000 Судья: Юрий Ключников (Ростов-на-Дону) |
| Сокол: Звягин, Мазур, З. Джеладзе, Мусин, Лагутин (Адиев, 63), Бурлаченко, Маркевич (Г. Джеладзе, 49), Данилов, Шелег, Скоков, Джишкариани Амкар: Уралев, Доний (Красулин, 63), Геращенко, Попов (Ярков, 67), Галеутдинов, Козлов, Яковенко, Фоменко, Парамонов, Зырянов, Шпитальный (Чебанов,46) |                        |           |                              |                                                                                            |

| 18 августа 1999 27-й тур | Рубин                             | 2:2 (1:1) | Сокол                 | Казань                                                                                 |
| | Сенников 12′ · Лысенко 49′ (пен.) | [ 28 ]    | 35′ Адиев · 58′ Шелег | Стадион: «Центральный стадион» (+20 °) Зрителей: 8000 Судья: Александр Костин (Москва) |
| Рубин: Алескаров, Бесчастных (Булатов, 66), Харламов (Меерович, 71), Шаронов, Сенников, Дьячков, Нечаев (Абдрзаков, 64), Лысенко, Бобров, Ахметгалиев, Байрашев Сокол: Звягин, Зубков (Бурлаченко, 66), З. Джеладзе (Тимофеев, 77), Лагутин, Бугаков, Данилов, Адиев (Г. Джеладзе, 65), Лебедь, Шелег, Скоков, Грицына |                                   |           |                       |                                                                                        |

| 21 августа 1999 28-й тур | Торпедо-Виктория | 0:3 (0:2) | Сокол                                 | Нижний Новгород                                                             |
| |                  | [ 29 ]    | 12′ Маркевич · 30′ Скоков · 84′ Адиев | Стадион: «Пионер» (+20 °) Зрителей: 8000 Судья: Александр Колобаев (Москва) |
| Торпедо-Виктория: Чиненов, Яковлев, Майборода, Мартюк, Рыжов, Мурашов, Майоров (Еник, 31), Елисеев, Кирпичников (Прошин, 46), Зубчук (Бакалец, 55), Корнев Сокол: Звягин, Тимофеев (Бурлаченко, 61), Жабко, Лагутин, Бугаков, Данилов, Маркевич (Г. Джеладзе, 72), Лебедь, Шелег, Скоков, Грицына (Адиев, 58) |                  |           |                                       |                                                                             |

| 28 августа 1999 29-й тур | Сокол      | 1:1 (1:1) | Торпедо-ЗИЛ | Саратов                                                                                |
| | Лебедь 16′ | [ 30 ]    | 11′ ПОПОВИЧ | Стадион: «Локомотив» (+25 °, ясно) Зрителей: 11.000 Судья: Анатолий Безняк (Уссурийск) |
| Сокол: Звягин, Тимофеев (к), Жабко, Лагутин, Бугаков, Карасёв, Адиев, Лебедь (Ермилов, 73), Маркевич, Скоков, Грицына (Зубков, 83) Торпедо-ЗИЛ: Козко, Горлукович (к), Синев, Агаев (Крбашян, 76), Осколков, Мороз, Стумбрис, Герасимов (Веселовский, 76), Попович, Студзинский (Бородюк, 83), Князев |            |           |             |                                                                                        |

| 31 августа 1999 30-й тур | Сокол                                                   | 5:1 (2:0) | Кристалл     | Саратов                                                                     |
| | Маркевич 17′ · Стогов 40′ · Карасёв 51′ 64′ · Шелег 85′ | [ 31 ]    | 84′ Шевченко | Стадион: «Локомотив» (+20 °) Зрителей: 12 000 Судья: Сергей Анохин (Москва) |
| Сокол: Звягин, Стогов (Бурлаченко, 53), Жабко (Г. Джеладзе, 46), Лагутин, Бугаков, Карасёв, Маркевич (Ермилов, 67), Лебедь, Шелег, Скоков, Данилов Кристалл: Малыгин, Сафронов, Контиев, Путилин, Гунько, Гумеров (Варфоломеев, 73), Адамян, Гудков (Шевченко, 77), Чижиков (Полстянов, 54), Нежелев, Лычкин |                                                         |           |              |                                                                             |

| 10 сентября 1999 32-й тур | Лада-Симбирск | 1:1 (0:1) | Сокол       | Димитровград                                                                     |
| | Баськов 61′   | [ 32 ]    | 34′ Лагутин | Стадион: «Торпедо» (+17 °) Зрителей: 2000 Судья: Андрей Юлгушов (Ростов-на-Дону) |
| Лада-Симбирск: Ковнеристов, Котылев, Баськов, Пискунов, Акимов, Золдырев, Плетнев, Палачев (Передня, 59), Заикин, Каратаев, Мингачев Сокол: Звягин, Стогов (Зубков, 46), Иванов, Лагутин, Бугаков, Карасёв (Бурлаченко, 66), Адиев, Лебедь (Ермилов, 46), Шелег, Скоков, Данилов |               |           |             |                                                                                  |

| 17 сентября 1999 33-й тур | Факел                       | 2:0 (0:0) | Сокол | Воронеж                                                                                                  |
| | БУЛАТОВ 49′ · ЖЕВАЧЕНКО 82′ | [ 33 ]    |       | Стадион: «Центральный стадион профсоюзов» (+10 °) Зрителей: 28 000 Судья: Сергей Фурса (Санкт-Петербург) |
| Факел: Пчельников, Марцун, Бескровный, Щеголев, Кудряшов, Касторный, Ямлиханов (к) (Жеваченко, 46), Коваленко, Шмаров (Булатов, 41), Семин, Степин (Дегтярев, 76) Сокол: Пошкус, Бурлаченко, Иванов, Лагутин, Бугаков (Грицына, 80), Карасёв, Маркевич (Джишкариани, 68), Лебедь (Адиев, 73), Шелег (к), Скоков, Данилов |                             |           |       | |

| 20 сентября 1999 34-й тур | Металлург Лп                | 2:2 (0:1) | Сокол                          | Липецк                                                                        |
| | Вековищев 58′ · Бабенко 79′ | [ 34 ]    | 2′ Маркевич · 80′ (пен.) Шелег | Стадион: «Металлург» (+11 °) Зрителей: 7000 Судья: Николай Фролов (Раменское) |
| Металлург Лп: Иванов, Чумаченко, Быстров, Эктов (Вагазов, 66), Яблонский (Куксов, 46), Мязин, Киримов, Малин, Бабенко, Макаров, Вековищев (Шубин, 86) Сокол: Звягин, Бурлаченко, З. Джеладзе, Лагутин, Бугаков, Карасёв (Стогов, 62), Маркевич (Грицына, 66), Лебедь (Адиев, 56), Шелег, Скоков, Данилов |                             |           |                                |                                                                               |

| 27 сентября 1999 35-й тур | Сокол                         | 2:1 (1:0) | Балтика         | Саратов |
| | Грицына 33′ · Джишкариани 78′ | [ 35 ]    | 68′ Р.АДЖИНДЖАЛ | Стадион: «Локомотив» (+17 °, памурно, перед игрой дождь) Зрителей: 12 500 Судья: Геннадий Куличенков (Тула) |
| Сокол: Звягин, Грицына (Лебедь, 50), З. Джеладзе, Лагутин, Мусин (Г. Джеладзе, 44), Карасёв, Маркевич (Бурлаченко, 88), Данилов, Шелег (к), Скоков, Джишкариани Балтика: Кляшторный, Чудин, Джяукштас, Горбачев, Дементьев, Самойлов, Красавин, Р.Аджинджал, Б.Аджинджал (к) (Вишневский, 53), Сафронов, Федьков (Никитин, 33) (Маковский, 77) |                               |           |                 | |

| 30 сентября 1999 36-й тур | Сокол                    | 2:0 (2:0) | Локомотив СПб | Саратов                                                                          |
| | Данилов 12′ · Лебедь 38′ | [ 36 ]    |               | Стадион: «Локомотив» (+18 °) Зрителей: 11 000 Судья: Юрий Макаров (Великие Луки) |
| Сокол: Звягин, Стогов (Грицына, 65), З. Джеладзе, Лагутин, Бурлаченко, Карасёв, Данилов, Лебедь (Ермилов, 54), Шелег, Скоков (Г. Джеладзе, 46), Джишкариани Локомотив СПб: Бородин, Киселев, Матвеев, Федоров, Левковский, А. Иванов (Кружнов, 60), Григорьев (Лебедев, 46), Зезин, В. Иванов, Хундадзе (Класс, 75), Селенков |                          |           |               |                                                                                  |

| 4 октября 1999 38-й тур | Металлург Кр | 0:1 (0:0) | Сокол      | Красноярск                                                                        |
| |              | [ 37 ]    | 60′ Лебедь | Стадион: «Центральный стадион» (+12 °) Зрителей: 5000 Судья: Игорь Лукин (Москва) |
| Металлург Кр: Шпаков, Куга, Проценко, Банщиков, Брюханов, Кошелюк (Крутов, 67), Алякринский, Новик, Белохонов, Алферов, Алексеев Сокол: Звягин, Лебедь, З. Джеладзе, Лагутин (Бурлаченко, 77), Мусин, Карасёв (Зубков, 83), Маркевич, Данилов, Шелег, Скоков, Джишкариани (Стогов, 87) |              |           |            |                                                                                   |

| 7 октября 1999 37-й тур | Локомотив Чита | 0:2 (0:0) | Сокол                   | Чита                                                                                   |
| |                | [ 38 ]    | 73′ Скоков · 87′ Лебедь | Стадион: «Локомотив» (+12 °, солнечно) Зрителей: 5700 Судья: Алексей Лобанов (Иркутск) |
| Локомотив Чита: Дьяконов, Осипов, Недорезов, Попов, Бодялов, Бурдинский, Гармашов, Евглевский, Макиенко, Галимов (Поляков, 67), Алхимов Сокол: Звягин, Лебедь, З. Джеладзе, Лагутин, Зубков, Карасёв (Грицына, 46), Маркевич, Данилов (Ермилов, 74), Шелег, Скоков, Джишкариани (Г. Джеладзе, 63) |                |           |                         |                                                                                        |

| 17 октября 1999 39-й тур | Сокол                                      | 3:1 (2:1) | Тюмень        | Саратов                                                                  |
| | Шелег 26′ · Макеев 38′ (авт.) · Скоков 52′ | [ 39 ]    | 40′ Кочарыгин | Стадион: «Локомотив» (+8 °) Зрителей: 9000 Судья: Виктор Пышкин (Москва) |
| Сокол: Звягин, Зубков (Г. Джеладзе, 56), З. Джеладзе, Грицына (Бугаков, 76), Мусин, Карасёв, Маркевич (Адиев, 35), Данилов, Шелег, Скоков, Джишкариани Тюмень: Калюжнов, Гунько, Маслов (Федоренков, 71), Макеев, Лебедев, Гершун (Баранов, 85), Гончаров, Фишман, Скобляков, Кочарыгин, Попов (Афонин, 46) |                                            |           |               |                                                                          |

| 20 октября 1999 40-й тур | Сокол                                            | 4:2 (3:1) | Томь                    | Саратов                                                                      |
| | Джишкариани 10′ (пен.) 13′ 35′ · Г. Джеладзе 81′ | [ 40 ]    | 27′ Кудинов · 79′ Жуков | Стадион: «Локомотив» (0 °) Зрителей: 5000 Судья: Михаил Веселовский (Москва) |
| Сокол: Пошкус, Зубков (Г. Джеладзе, 46), З. Джеладзе, Грицына (Стогов, 62), Мусин, Карасёв, Маркевич, Данилов, Шелег, Скоков, Джишкариани (Адиев, 46) Томь: Суровцев, Харламов, Янотовский, Михеев, Самойлов, Степанов, Жуков, Баженов, Кавецкий (Зеленов, 75), Талалаев (Пилипко, 46), Кудинов |                                                  |           |                         |                                                                              |

| 27 октября 1999 41-й тур | Анжи            | 1:0 (1:0) | Сокол | Махачкала                                                                 |
| | Ранджелович 13′ | [ 41 ]    |       | Стадион: «Динамо» (+16 °) Зрителей: 14 000 Судья: Михаил Ходырев (Москва) |
| Анжи: Жидков, Переменин, Варламов, Рахимич, Яскович, Гордеев, Агаларов, Сирхаев, Будунов, Лихобабенко, Ранджелович (Дмитриев, 78) Сокол: Пошкус, Бурлаченко (Маркевич, 26), З. Джеладзе, Грицына, Мусин, Карасёв, Адиев, Данилов (Г. Джеладзе, 64), Шелег, Скоков, Джишкариани |                 |           |       |                                                                           |

| 30 октября 1999 42-й тур | Волгарь-Газпром         | 2:3 (2:1) | Сокол                       | Астрахань |
| | Теблоев 1′ · Бабаян 35′ | [ 42 ]    | 8′ 55′ Стогов · 79′ Лагутин | Стадион: Центральный стадион «Волгарь-Газпром» (+5 °) Зрителей: 15 000 Судья: Владимир Евтушенко (Красноярск) |
| Волгарь-Газпром: Коваленко (Гузь, 78), Чекунов, Потехин, Воронов, Клабуков, Теблоев, Куликов, Пруидзе, Жигулин, Матюхин, Бабаян (Никита Ткаченко, 62) Сокол: Пошкус, Стогов (Данилов, 83), Грицына, Лагутин, Мусин, Карасёв, Маркевич (Адиев, 51), Джеладзе (Бугаков, 30), Шелег, Скоков, Джишкариани |                         |           |                             | |

| 4 ноября 1999 43-й тур | Сокол                                                                                         | 8:0 (3:0) | Спартак-Орехово | Саратов                                                                   |
| | Данилов 4′ 86′ · Джишкариани 15′ (пен.) 45′ 89′ · Карасёв 52′ · Грицына 67′ · Г. Джеладзе 69′ | [ 43 ]    |                 | Стадион: «Локомотив» (+10 °) Зрителей: 8000 Судья: Василий Шипко (Москва) |
| Сокол: Пошкус, Стогов (Г. Джеладзе, 55), З. Джеладзе, Лагутин, Грицына, Карасёв, Маркевич (Ермилов, 6), Данилов, Шелег, Скоков, Джишкариани Спартак-Орехово: Александров, Никонов, Разсолов, Иляскин, Шапкин, Сторчак (Семёнов, 76), Пинин, Сальников, Руданов (Решетов, 72), Ломков, Шелестинский (Кочерга, 46) |                                                                                               |           |                 |                                                                           |

| 7 ноября 1999 44-й тур | Сокол                         | 2:0 (0:0) | Арсенал Тула | Саратов                                                                      |
| | Джишкариани 46′ · Ермилов 75′ | [ 44 ]    |              | Стадион: «Локомотив» (-3 °) Зрителей: 7000 Судья: Николай Фролов (Раменское) |
| Сокол: Пошкус, Стогов (Бурлаченко, 60), З. Джеладзе, Лагутин, Бугаков, Карасёв, Маркевич (Г. Джеладзе, 46), Грицына (Ермилов, 62), Шелег, Скоков, Джишкариани Арсенал Тула: Клейменов, Буров, Ещенко, Самарони, Востросаблин, Карлос Алберто, Семёнов, Балашов (Ильин, 83), Гроховский, Даниэл, Андрадина |                               |           |              |                                                                              |